# Distrito Talitas
Distrito Talitas é uma junta de governo da província de Entre Ríos, na Argentina.